# 奥尔里克斯 (南达科他州)
奥尔里克斯（英語：Oelrichs），是美国南达科他州下属的一座城市。根据2010年美国人口普查，该市有人口123人。论人口在本州排行第217。